# SOtM
SOtM은 대한민국의 오디오 제조업체이다. 소틈 등으로 불리고 있다. PC-Fi 용도의 랜 케이블을 주력으로 판매하고 있다.